# Ryusuke Sakai
Ryusuke Sakai (酒井 隆介 Sakai Ryusuke?), född 7 september 1988 i Shiga prefektur, är en japansk fotbollsspelare.
Sakai började sin karriär 2011 i Kyoto Sanga FC. Han spelade 99 ligamatcher för klubben. 2015 flyttade han till Matsumoto Yamaga FC. Efter Matsumoto Yamaga FC spelade han för Nagoya Grampus och FC Machida Zelvia.